# راؤول لوايزا
راؤول لوايزا (بالإسبانية: Raúl Loaiza)‏ هو لاعب كرة قدم كولومبي في مركز الوسط، ولد في 8 يونيو 1994 في قرطاجنة في كولومبيا. لعب مع أتلتيكو ناسيونال.

## وصلات خارجية
- راؤول لوايزا على موقع قاعدة بيانات كرة القدم.إي يو (الإنجليزية)
- راؤول لوايزا على موقع Soccerway.com (الإنجليزية)
- راؤول لوايزا على موقع AS.com (الإسبانية)